# Distrito de Temburong
Temburong es un distrito (daerah) de Brunéi. La capital es Bangar. Este es el único distrito que se encuentra separado del resto del territorio, lo que lo convierte en un exclave del sultanato. 
El distrito bordea la Bahía de Brunéi al norte y Malasia lo rodea por las demás partes.
El río Sungai Temburong fluye a través de todo el distrito y el río Sungai Pandaruan forma al este la frontera con Malasia.

## Provincias
- Bangar
- Labu
- Batu Apoi
- Amo
- Bokok